# 赤盞尉忻
赤盏尉忻（1171年—1233年），字大用，亦作石盏尉忻、石盏畏忻。女真族，姓赤盏。金朝将领，上京（今黑龙江省阿城区）人，金哀宗时尚书右丞。
赤盞尉忻当袭其父谋克，不愿就任。明昌五年（1194年），策论进士。后入选为尚书省令史、吏部主事、监察御史，上奏请禁止诸王驸马至京师和买诸物，被采纳。转任镇南军节度副使、息州（今河南省息县）刺史。改丹州刺史，转任郑州防御使，权许州统军使。金宣宗元光二年（1223年），由许州统军使召为户部侍郎、权参知政事。二月，升户部尚书，三月，为参知政事，兼修国史。正大元年（1224年）五月，拜尚书右丞。金哀宗准备大修宫室，赤盞尉忻极谏，至以卧薪尝胆为言，哀宗肃然听从其谏。弹劾同判睦亲府事完颜撒合辇。正大五年（1225年），以中京留守致仕，居汴京。天兴二年（1233年），崔立以汴京降蒙古，赤盏尉忻自缢而死。

## 延伸阅读
[在维基数据编辑]
 《金史/卷115》，出自脱脱《遼史》